# Der Evangelimann
Der Evangelimann er en tysk stumfilm fra 1924 af Holger-Madsen.

## Medvirkende
- Paul Hartmann
- Hanni Weisse
- Jacob Feldhammer
- Heinrich Peer
- Elisabeth Bergner som Magdalena
- Hans Leiter
- Holger-Madsen som Schneider Zitterbart
- Dr. Jockl
- Harry Halm
- Adolphe Engers
- Loni Nest
- Sigrid Onegin